# Sugar Creek (Wisconsin)
Sugar Creek – miasto w Stanach Zjednoczonych, w stanie Wisconsin, w hrabstwie Walworth.